# ناگائو کاگه‌یاسو
ناگائو کاگه‌یاسو (به ژاپنی: 長尾 景康 ながお かげやす); نامشخص – ۱۶ نوامبر ۱۵۴۵) برادر بزرگتر اوئه‌سوگی کنشین، سامورایی از اهالی ولایت اچیگو اهل ژاپن بود.
در ماه اکتبر ۱۵۴۵، کورودا هیده‌تادا ملازم قدیمی خاندان اوئه‌سوگی، برادر بزرگتر اوئه‌سوگی کنشین، ناگائو کاگه‌یاسو را کشت، خود را در «قلعه کوروتاکی» (شهر یاهیکو، نیگاتا) سنگر گرفت و شورش را آغاز کرد. کورودا هیده‌تادا در این سال تسلیم شد، اما سال بعد دوباره شورش کرد و کنشین او را تحت سلطه خود درآورد و خاندان کورودا را نابود کرد.